# Dwingelderveld
Dwingelderveld este o arie protejată (arie specială de conservare — SAC, sit de importanță comunitară — SCI, arie de protecție specială avifaunistică — SPA) din Țările de Jos întinsă pe o suprafață de 3.768 ha, integral pe uscat.

## Localizare
Centrul sitului Dwingelderveld este situat la coordonatele 52°48′31″N 6°24′33″E / 52.8086°N 6.4093°E.

## Înființare
Situl Dwingelderveld a fost declarat arie de protecție specială avifaunistică în octombrie 1996 pentru a proteja 12 specii de animale. Alte tipuri de protecție:
- sit de importanță comunitară (în iulie 1998)
- arie specială de conservare (în septembrie 2013)[2][4][5]

## Biodiversitate
Situată în ecoregiunea atlantică, aria protejată conține 16 habitate naturale: Vegetație psamofilă uscată cu Calluna și Genista, Vegetație psamofilă uscată cu Calluna și Empetrum nigrum, Vegetație psamofilă uscată cu pășuni deschise de Corynephorus și Agrostis, Ape oligotrofe din câmpii nisipoase, cu un conținut foarte redus de minerale (Littorelletalia uniflorae), Ape stătătoare oligotrofe până la mezotrofe, cu vegetație de Littorelletea uniflorae și/sau de Isoëto-Nanojuncetea, Lacuri și iazuri distrofice naturale, Pajiști umede nord-atlantice cu Erica tetralix, Pajiști uscate europene, Formațiuni de Juniperus communis pe lande sau pajiști calcaroase, Formațiuni ierboase bogate în specii de Nardus, dezvoltate pe substraturi silicioase în zone montane (și în zone submontane, în Europa continentală), Turbării active, Mlaștini oligotrofe degradate, capabile încă de regenerare naturală, Depresiuni pe substraturi de turbă de Rhynchosporion, Păduri de fag acidofile atlantice, cu subarboret de Ilex și, uneori, de asemenea, Taxus, la nivelul arbuștilor (Quercion robori-petraeae sau Ilici-Fagenion), Păduri acidofile de stejar bătrân cu Quercus robur pe câmpii nisipoase, Mlaștini împădurite.
La baza desemnării sitului se află mai multe specii protejate:
- păsări (11): rață lingurar (Anas clypeata), rață pitică (Anas crecca), gâscă de semănătură (Anser fabalis), Cygnus columbianus bewickii, ciocănitoare neagră (Dryocopus martius), ciocârlie de pădure (Lullula arborea), pietrar sur (Oenanthe oenanthe), corcodel-cu-gât-negru (Podiceps nigricollis), mărăcinar (Saxicola rubetra), mărăcinar negru (Saxicola torquatus), corcodel mic (Tachybaptus ruficollis)
- amfibieni (1): triton cu creastă (Triturus cristatus)